# Pheidole deserticola
Pheidole deserticola är en myrart som beskrevs av Auguste-Henri Forel 1910. Pheidole deserticola ingår i släktet Pheidole och familjen myror.

## Underarter
Arten delas in i följande underarter:
- P. d. deserticola
- P. d. foveifrons